# Adolf Branald
Adolf Branald (ur. 4 października 1910 w Pradze, zm. 28 września 2008 w Pradze), czeski pisarz, aktor.
Branald urodził się w rodzinie aktorów, Richarda i Marii Branaldovej, z domu Růžkovej, i często twierdził, że jest pierwszą dziecięcą gwiazdą filmową w Czechach, ponieważ jako dziecku zdarzało mu się grać w paru filmach.
W 1948 roku wstąpił do Komunistycznej Partii Czechosłowacji, ale wystąpił z niej w roku 1969, przez co miał zakaz publikacji w okresie tzw. normalizacji. W latach 1952–1959 był redaktorem w wydawnictwie Československý spisovatel, potem zdecydował się zostać zawodowym pisarzem. W 2008 został odznaczony Medalem Za zasługi I stopnia. Był także wyróżniany różnymi innymi nagrodami. Zmarł w Pradze w wieku 97 lat, tworząc do ostatnich chwil życia.

## Praca
1. Srebrny WIG, 1947
2. North Station, 1949
3. Lazaretní vlak, 1950
4. Chléb a písně, 1952 Chleb i pieśni, 1952
5. Hrdinové všedních dnů, dva díly 1953 – 1954
6. Dědeček automobil, 1955, Samochód dziadka, 1955, powieść historyczna
7. Vandrovali vandrovníci, 1956
8. Ztráty a nálezy Lost & Found
9. Zlaté stíny Złoto cienie
10. Důvod k zabití Powód do zabijania
11. Zrození velkoměsta Narodziny wielkich miast
12. Král železnic, 1959, román o vzestupu a pádu jednoho podnikatele King's kolei, 1959, powieść o powstaniu i upadku jednego przedsiębiorcy
13. Skříňka s líčidly, 1960, román z hereckého prostředí, Ramka z obrazem, 1960, powieść z aktorem
14. Kouzelné zrcadlo, 1961, román o malíři Cyrilu Boudovi, Magiczne lustro, 1961, powieść o malarzy Cyril Bouda
15. Voják revoluce, 1962, o pracovníku KSČ J. Harusovi, Żołnierz rewolucji, 1962,
16. Promenáda s jelenem, 1963 Promenada z jeleni, 1963
17. Tisíc a jedno dobrodružství Tysiąc i jeden przygody
18. Vizita, 1967 Ward, 1967
19. Důvod k zabití, 1969 Powód do zabijania, 1969
20. Sentimentální průvodce po pražském nábřeží, 1970
21. Valčík z Lohengrina, 1972 Walc z Lohengrin, 1972
22. Dva muži v jedné válce, 1979
23. Zlaté stíny, 1980 W Odcieniach złota, 1980
24. My od divadla, 1983
25. My od filmu, 1988
26. Andělské schody Anielskie schody
27. Pražské promenády Praga Zwiedzanie
28. Báječní muži na okřídlených ořích Wonderful mężczyzn w skrzydlate ořích
29. Živé obrazy, 1992, Wspominki Żywych obrazów
30. Děkovačka bez pugétů, 1995
31. Převleky mého města, 2000 Moje Miasto, 2000